# 화수고등학교
화수고등학교(花水高等學校)는 대한민국 경기도 고양시 덕양구 화정동에 있는 공립 고등학교이다.

## 학교 연혁
- 1996년 1월 13일 : 화수고등학교 설립 인가
- 1996년 6월 26일 : 초대 이진송 교장 취임
- 1996년 9월 2일 : 개교 및 개학 (64명)
- 2000년 3월 1일 : 교실수업개선 연구시범학교 (도지정)
- 2001년 5월 9일 : 도서관 및 소극장 개관
- 2004년 4월 30일 : 화수고 다목적관(체육관) 개관
- 2005년 6월 : 조리실, 식당 및 교실 12실 증축
- 2005년 6월 : 직영급식 실시
- 2006년 8월 : 도서정보실 증축 및 리모델링
- 2020년 3월 1일 : 제8대 김영수 교장 취임
- 2021년 3월 : 2021∼2023고교학점제 선도학교 운영
- 2021년 3월 : 학교자율교육과정(융합주제 탐구프로젝트) 운영
- 2024년 2월 : 제26회 졸업식 254명 졸업(총 졸업생 10,071명)
- 2024년 3월 : 2024학년도 신입생 입학(11학급 271명)

## 참고 자료
- 화수고등학교 - 한국교육학술정보원 학교알리미